# Vyzobávání rozinek
Vyzobávání rozinek obecně znamená snahu zajistit si pro sebe nejlepší nebo nejvýhodnější části něčeho a horší či méně výhodné části přenechat druhým. V teorii argumentace se tak označuje klam neúplných důkazů, tedy neetický postup, kdy se uvádějí jen argumenty nebo příklady, které svědčí ve prospěch vlastního názoru, zatímco opačné argumenty nebo příklady se vědomě vynechávají. Tak byli z vyzobávání rozinek podezíráni například obhájci tabákového průmyslu v debatě o škodlivosti kouření, obhájci popírání antropogenních příčin  klimatické změny, ale i aktivisté, bojující za ochranu klimatu. Komnata ozvěn však způsobuje i posílení v setrvávání v konsenzu ohledně klimatické změny.